# Mats Wilander
Mats Wilander (Växjö, Svédország, 1964. augusztus 22. –) korábbi világelső svéd teniszező. Pályafutása során 7 egyéni és egy páros Grand Slam-címet nyert (egyéni: 1983, 1984, 1988: Australian Open; 1982, 1985, 1988: Roland Garros; 1988: US Open. 1988-ban a négy egyéni Grand Slamből hármat megnyert. Wimbledonban a legjobb egyéni eredménye a negyeddöntő volt, párosban sikerült megnyernie 1986-ban. Az 1980-as években Wilander hozzásegítette a svéd Davis-kupa csapatot hét egymást követő döntőhöz. Összesen 33 egyéni és 7 páros ATP-tornát nyert meg. 2002-ben az International Tennis Hall of Fame tagja lett.

## Egyéni Grand Slam-döntői

### Győzelmek (7)
| Év   | Torna               | Borítás | Ellenfél a döntőben | Döntő eredménye         |
| 1982 | Roland Garros       | Salak   | Guillermo Vilas     | 1-6, 7-6, 6-0, 6-4      |
| 1983 | Australian Open     | Fű      | Ivan Lendl          | 6-1, 6-4, 6-4           |
| 1984 | Australian Open (2) | Fű      | Kevin Curren        | 6-7, 6-4, 7-6, 6-2      |
| 1985 | Roland Garros (2)   | Salak   | Ivan Lendl          | 3-6, 6-4, 6-2, 6-2      |
| 1988 | Australian Open (3) | Kemény  | Pat Cash            | 6-3, 6-7, 3-6, 6-1, 8-6 |
| 1988 | Roland Garros (3rd) | Salak   | Henri Leconte       | 7-5, 6-2, 6-1           |
| 1988 | US Open             | Kemény  | Ivan Lendl          | 6-4, 4-6, 6-3, 5-7, 6-4 |

### Elveszített döntők (4)
| Év   | Torna             | Borítás | Ellenfél a döntőben | Döntő eredménye    |
| 1983 | Roland Garros     | Salak   | Yannick Noah        | 6-2, 7-5, 7-6      |
| 1985 | Australian Open   | Fű      | Stefan Edberg       | 6-4, 6-3, 6-3      |
| 1987 | Roland Garros (2) | Salak   | Ivan Lendl          | 7-5, 6-2, 3-6, 7-6 |
| 1987 | US Open           | Kemény  | Ivan Lendl          | 6-7, 6-0, 7-6, 6-4 |